# مارک پیلچر
مارک پیلچر (انگلیسی: Marc Pilcher; december ۱۹۶۷ – ۳ اکتبر ۲۰۲۱) چهره‌پرداز و آرایشگر اهل بریتانیا بود. وی برندهٔ جوایزی همچون جوایز امی ساعات پربیننده شده‌است.